# خافيير توريس غوميز
خافيير توريس غوميز (بالإسبانية: Javier Torres Gómez)‏ (9 يناير 1970 في إسبانيا - ) هو مدرب كرة قدم ولاعب كرة قدم إسباني في مركز الدفاع. شارك مع منتخب إسبانيا تحت 18 سنة لكرة القدم ومنتخب إسبانيا تحت 19 سنة لكرة القدم ومنتخب إسبانيا تحت 20 سنة لكرة القدم. أما مع النوادي، فقد لعب مع ريال بلد الوليد وريال مدريد كاستيا وسلتا فيغو ب ونادي خيتافي.

## وصلات خارجية
- خافيير توريس غوميز على موقع الاتحاد الدولي (مؤرشف)  (الإنجليزية)
- خافيير توريس غوميز على موقع قاعدة بيانات كرة القدم.إي يو (الإنجليزية)
- خافيير توريس غوميز على موقع عالم كرة القدم.نت (الإنجليزية)